# Ehrenreich Lajos
Ehrenreich Lajos (Pozsony, 1837. június 19. – Szirák, 1901. február 19.) orvos.

## Életrajza
Orvosdoktori oklevelét Bécsben nyerte 1865-ben, az 1866. évi hadjárat alatt mint civil-orvos a pozsonyi katonai kórházban szolgált. Később járásorvos lett Szirákon, majd tiszteletbeli megyei főorvosnak választották. Cikkei a német és a magyar orvosi szaksajtóban jelentek meg.
Önálló műve: A malária betegségek, különös tekintettel Magyarországra (Budapest, 1890). Ez a munka a Magyar orvosok és természetvizsgálók vándorgyűlésén 100 aranyat nyert.